# Референдар великий литовський
Референдар (також референдарій) великий литовський (пол. Referendarz wielki litewski, лат. referendarius Lithuaniae) — несенаторський центральний уряд Великого князівства Литовського Речі Посполитої.

## Історія
Референдарів литовських було двоє — світський і духовний. Перший відомий з 1539 року, другий — з 1575 року.
З 1775 року з-поміж референдарів були обрані секретарі Постійної ради та її Департаменту закордонних справ.

## Обов'язки
Референдарі постійно перебували при дворі монарха, були його радниками. Вони приймали приватних осіб, а потім передавали їхні прохання та скарги до канцлера та великого князя, пізніше до короля. Після того, як монарх розглядав прохання чи скаргу, референдар повідомляв про його рішення зацікавленій стороні.
Близько 1600 року референдарі стали очільниками референдарського суду, який вирішував широке коло питань, що стосувалися внутрішнього життя королівських маєтків — королівських сіл, королівських селян та їхніх взаємин із державцями, посесорами, старостами, шляхтою, магнатами, церквою. Вищою апеляційною інстанцією по відношенню до референдарського суду був так званий асесорський (королівський) суд, де референдарі також засідали.
З 1635 року обидва литовські референдарі зрівнялися за правами з коронним духовним референдарем, почали засідати у королівському реляційному суді, де розглядалися справи лівонські та курляндські. Вони також засідали в сеймових судах.

## Список референдарів великих литовських

### Світські[1]
- Михайло Васильович (1539)
- Міколай Нєтецький (1546—1561)
- Флоріан Зебжидовський (1546—1551)
- Войцех Ленартович Нарбут (1557—1560)
- Себастьян Суходольський (1569—1579)
- Ґабріель Война (1585—1589)
- Богдан Хрептович (1589—1610)
- Олександр Корвін-Госевський (1610—1625)
- Міколай Завіша (1625—1626)
- Стефан Пац (1626—1630)
- Ян Друцький-Соколінський (1630)
- Домінік Кшиштоф Обринський (1630—1640)
- Кшиштоф Корвін-Госевський (1638—1639)
- Станіслав Нарушевич (1639—1650)
- Ципріян Бжостовський (1650—1681)
- Ян Владислав Берестовський (1681—1705)
- Стефан Ян Слізєнь (1705—1707)
- Ян Фридерик Сапіга (1707—1709) — призначений Станіславом Лещинським
- Вінцентій Пйотр Волович (1709—1727)
- Домінік Марцін Волович (1727—1750)
- Антоній Тадеуш Пшездзецький (1752—1764)
- Ґервазій Людвік Оскєрко (1764—1771)
- Анджей Іґнацій Огінський (1771—1773)
- Фредерік Юзеф Мошинський (1773—1781)
- Вінцентій Тишкевич (1781—1795)

### Духовні[2]
- Міколай Коризна (1579—1598)
- Явстах Волович (1600—1615)
- Станіслав Кишка (1615—1618)
- Мельхіор Ельяшевич Ґейш (1620—1631)
- Ян Кароль Бялозор (1631)
- Марціян Тризна (1631—1641)
- Францішек Долмат-Ісайковський (1641—1649)
- Ян Кароль Довґайло Завіша (1649—1656)
- Єжи Станіслав Волович (1656)
- Олександр Казимир Сапіга (1657—1659)
- Єжи Невяровський (1659—1670)
- Валер'ян Станіслав Юдицький (1670—1673)
- Євстахій Станіслав Котович (1673—1687)
- Ян Єроним Кришпин-Киршенштейн (1687—1695)
- Олександр Виговський (1696—1703)
- Костянтин Феліціян Шанявський (1703—1705)
- Мацей Юзеф Анцута (1705—1707)
- Антоній Роздражевський (1707)
- Мацей Юзеф Анцута (1707—1715)
- Єжи Казимир Анцута (1715—1737)
- Юзеф Станіслав Сапіга (1737—1754)
- Ігнатій Якуб Масальський (1754—1762)
- Александр Казімєж Горайн (1762—1774)
- Павло Ксаверій Бжостовський (1774—1787)
- Гуго Коллонтай (1787—1791)
- Анджей Волович (1791—1794)
- Іґнацій Волович (1794—1795)